# Alicia Banit
Alicia Banit (Sydney, 5 de setembro de 1990) é uma atriz e dançarina australiana. Ela é mais conhecida por interpretar a personagem Katrina "Kat" Karamakov na série da ABC Dance Academy.

## Biografia
O primeiro papel de Banit foi no filme australiano Dead Letter Office, em que ela interpretou a versão mais jovem de Alice, que é a personagem principal Alice. Em 2006, ela foi atriz convidada em dois episódios da novela Neighbours, do canal Network Ten, interpretando a personagem Madison Sullivan. Ela retornou à novela em 2008 para mais dois episódios do programa, desta vez interpretando outra personagem, chamada Sharni Hillman.
Alicia Banit foi atriz convidada em dois episódios da versão australiana da série As The Bell Rings, exibidos de 2007 a 2009 pelo canal Disney Channel, em que ela intepretou a personagem Amber. Ela se juntou em 2007 ao elenco da série Summer Heights High, criada e estrelada por Chris Lilley, interpretando o papel da personagem Kaitlyn durante a primeira temporada do programa. Alicia Banit interpretou em 2008 o papel de Gemma Rose Parker na série Rush, atuando junto com a ex-colega de Neighbours Eliza Taylor-Cotter. Ela intepretou Leah na primeira temporada da série dramática australiana Tangle no ano de 2009. Ela foi escolhida no final de 2009 para ser uma das protagonistas da série da ABC Dance Academy, em que ela faz o papel da personagem Katrina Karamakov. Alicia Banit foi, de 23 de agosto de 2010 até 27 de agosto de 2010, coapresentadora do programa Studio 3, do canal ABC3, trabalhando junto com Kayne Tremills e Amberly Lobo.

## Filmografia
| Ano       | Título                                        | Tipo        | Episódios | Papel                       |
| --------- | --------------------------------------------- | ----------- | --------- | --------------------------- |
| 1998      | Dead Letter Office                            | Filme       |           | Jovem Alice                 |
| 2006      | Neighbours                                    | Série de TV | 2         | Madison Sullivan            |
| 2007–2009 | As The Bell Rings                             | Série de TV | Todos     | Amber                       |
| 2007      | Summer Heights High                           | Série de TV | 8         | Kaitlyn                     |
| 2008      | Neighbours                                    | Série de TV | 4         | Sharni Hillman              |
| 2008      | Rush                                          | Série de TV | 1         | Gemma Rose Parker           |
| 2009      | Tangle                                        | Série de TV | 6         | Leah                        |
| 2010–2013 | Dance Academy                                 | Série de TV | Todos     | Katrina Karamakov           |
| 2010      | Studio 3                                      | Série de TV | 5         | Ela mesma (coapresentadora) |
| 2017–2018 | Superwog                                      | Série de TV | 2         | Vizinha, Holly              |
| 2018      | We Were Tomorrow                              | Série de TV | 6         | Siena Woodlands             |
| 2018      | Playing for Keeps                             | Série       |           | Karlie Lum                  |
| 2018      | Olivia Newton-John: Hopelessly Devoted to You | Minissérie  |           | Chloe Rose Lattanzi         |
| 2019      | Ms Fisher's Modern Murder Mysteries           |             |           | Rita                        |